# Tanygnathus sumatranus
El loro de Müller (Tanygnathus sumatranus) es una especie de ave psittaciforme de la familia Psittaculidae que vive en el archipiélago filipino, Célebes y algunas de las Molucas más occidentales. Se encuentra en los bosques tropicales y los hábitats cercanos, incluidos los campos de cultivo, hasta los 800 metros de altitud.

## Descripción
El loro de Müller mide alrededor de 32 cm de largo. Su plumaje es principalmente verde, más claro en las partes inferiores y cuello y de tono más oscuro en las plumas de las alas que además tienen los bordes amarillentos, excepto en el obispillo y los bordes de las alas que son de color azul claro. Presenta dimorfismo sexual, los machos tienen el pico de color rojo y las hembras amarillentos o blanquecino grisáceo.

## Distribución y hábitat

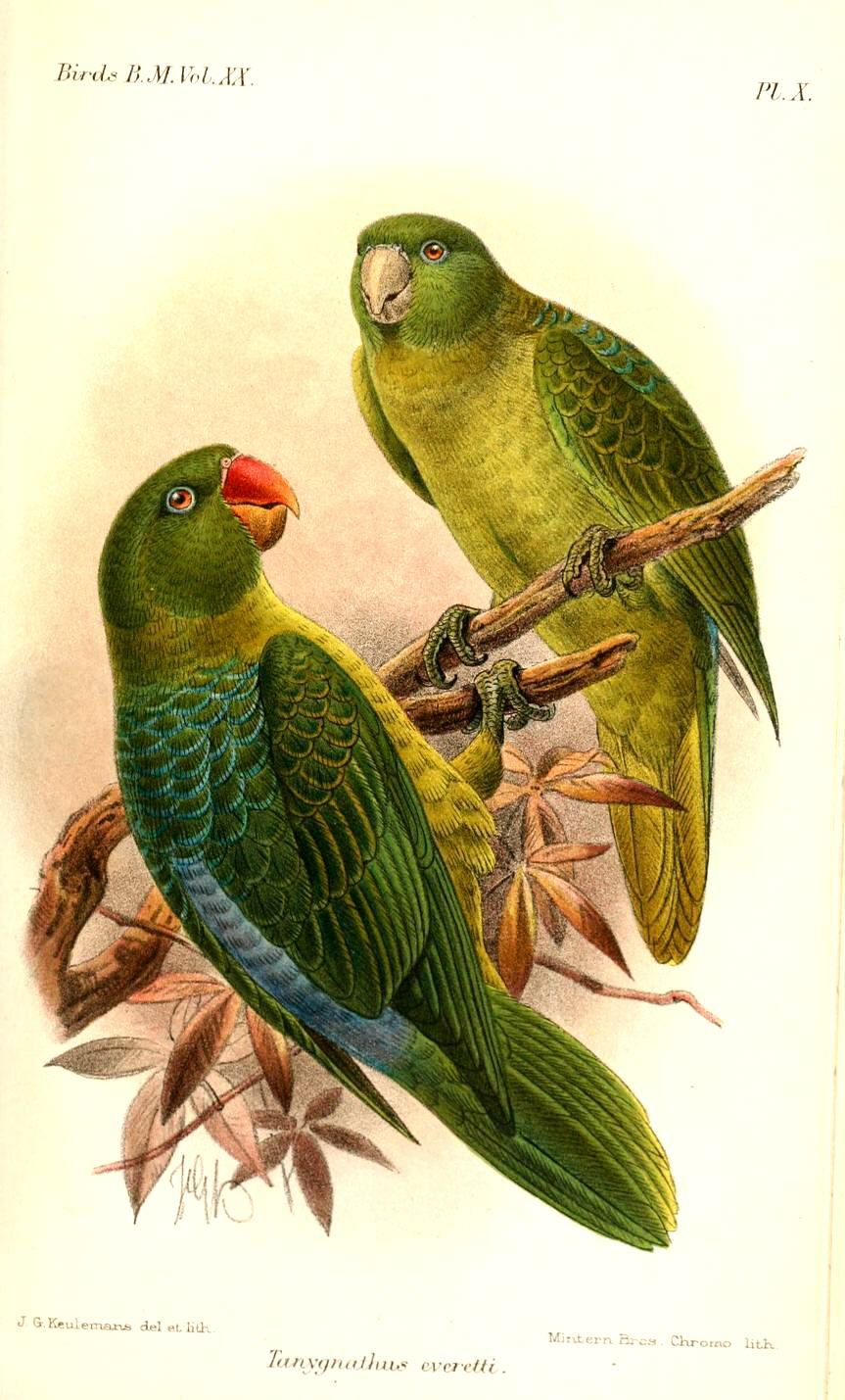
T. s. everetti.

A pesar de su nombre científico el loro de Müller no se encuentra en la isla de Sumatra, sino en el archipiélago filipino, Célebes y algunas de las Molucas más occidentales. Habita en los bosques tropicales y los hábitats cercanos, incluidos los campos de cultivo, hasta los 800 metros de altitud. 

## Taxonomía y distribución
Se reconocen seis subespecies:
- T. s. sumatranus: Célebes y las islas cercanas. Tiene el iris amarillo.
- T. s. sangirensis: islas Sangihe y Karakelong. Presenta más azul en los bordes de las alas y sus coberteras, cabeza de tono verde más oscuro e iris.
- T. s. burbidgii: archipiélago de Joló. Sus tonos verdes son más oscuros y tiene el cuello más claro, sus iris son amarillos.
- T. s. everetti: Panay, Negros, Leyte, Samar, Mindanao. Tiene el manto y espalda más oscuros, cabeza y obispillo más claros. Presenta algo de azul en el manto y su iris es rojo.
- T. s. duponti: Presente en Luzón. Es de color verde oscuro con el cuello amarillo, sus coberteras de la parte inferior de las alas son amarillentas y su iris rojo.
- T. s. freeri: de Polillo e islas adyacentes. Color más uniforme y menos contrastado, con más amarillo en la nuca y con el iris rojo.

## Comportamiento
Se alimenta principalmente de frutos y semillas. Suele encontrarse en bandadas pequeñas y con frecuencia se muestran activas de noche.